# Plancton

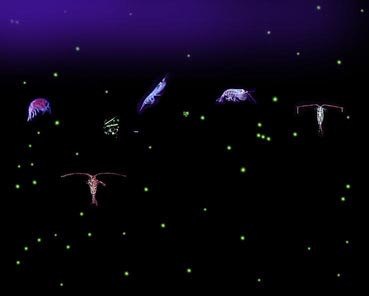
Plancton

Planctonul reprezintă totalitatea organismelor acvatice, în general cu dimensiuni microscopice, lipsite de mijloace de înot, dar deplasate în mediul de viață prin valuri și curenți marini. Planctonul constituie hrana unor pești și animale acvatice.

## Generalități
Deși majoritatea speciilor din plancton prezintă dimensiuni microscopice, termenul include și acele organisme mai mari în dimensiuni, inclusiv unele moluște precum meduzele.

## Tipuri
- Fitoplanctonul - reprezintă totalitatea plantelor din apa mării și care prezintă o adaptare a vieții vegetale la mediul marin. Desfășoară procese de fotosinteză: produce biomasă.
- Zooplanctonul - reprezintă totalitatea animalelor (majoritatea nevertebrate), care trăiesc plutind în apa mării. Reprezintă un nivel de consumatori: consumă fitoplancton.

## Volumul planctonului
In fiecare zi, în mări și oceane, prin fotosinteză, iau naștere 5 miliarde de tone fitoplancton, consumat în aceiași zi de către zooplancton.